# Ősközösség

Az ősközösségi jellegű hordákban élő vadászok és gyűjtögetők elterjedtsége 4000 évvel ezelőtt (sárgával jelölve)

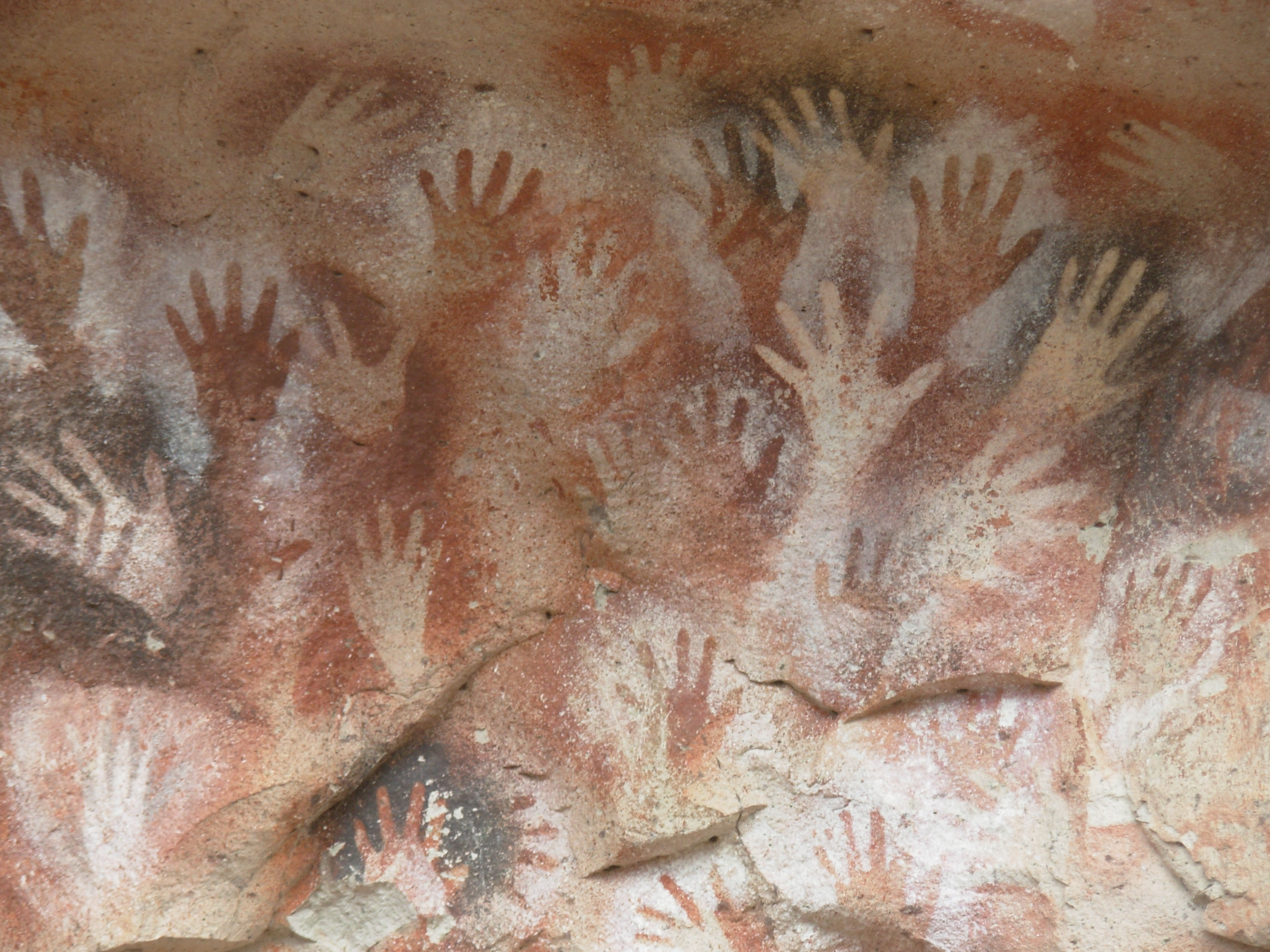
Barlangrajz a Cueva de las Manos nevű barlangban, Patagónia, Argentína

Az ősközösség az ember első társadalmi–gazdasági  struktúrája, amely az egyéni élelemszerzés és az élelemtermelés időszaka között helyezkedik el. Jellemzője a kis csoportokban, hordákban folytatott közösségi élelemszerzés, a közösség javainak társas előállítása és elfogyasztása, a magántulajdon hiánya. Szokás „vadász, halász, gyűjtögető” népességnek is nevezni, ez az életmódra utal, míg az ősközösség szó e népek társadalmára.
Az ősközösségi termelési mód a marxizmus követői körében az idealisztikus cél, a kommunizmus primitív előképévé vált.

## Jellemzői
Az ősközösségi társadalom legfontosabb jellemzői:
- kis népsűrűség; egy ember fenntartásához 1–10 km² területre van szükség,
- változatos étrend, de a gyűjtött növények a fontosabbak, a vadászat eredménye nem kiszámítható,
- alacsony népszaporulat, a gyermekek számának erős korlátozása,
- sok szabadidő, gazdag szájhagyományok,
- könnyen előállítható, egyszerű szerszámok,
- funkcionalitás; l’art pour l’art művészet nincs, az eszközök kidolgozása kizárólag a használattól függ.

## Felbomlása
Az ősközösség felbomlása térben és időben változatos módon ment végbe, már ahol végbement, hiszen a 21. században is él még néhány „természeti nép” ebben a társadalmi formában, magát vadászattal és gyűjtögetéssel fenntartva. A felbomlási folyamat fő hajtóereje a népszaporulat, az élelemtermelés fokozásának szükségessége és ebből következően a földművelés és az állattenyésztés megjelenése volt a középső kőkorszaktól kezdve. Ekkor jelentek meg a régészeti leletekben a tárolóedények, veteményre utaló nyomok és az állattartást bizonyító háziállat-csontok. A leletek azonban nem utalhatnak arra, hogy az állandó lakhelyek kialakulása miatt volt-e szükség a vadászat és gyűjtögetés mellé kiegészítő táplálékforrást találni, vagy azért alakultak ki az állandó lakhelyek, mert növényeket kezdtek termeszteni és állatokat tartani. A mai Afrikában egyes népek a mai napig is nomád és félnomád állattenyésztők ideiglenes lakhelyekkel, így az állattenyésztés megjelenése önmagában nem indokolja a letelepedést. A terméktöbblet árucserére is lehetőséget adott, így jelent meg fokozatosan a második nagy társadalmi munkamegosztás, az élelemtermeléssel foglalkozók és a kézművesek elkülönülése. 
A vagyoni differenciálódás hozta létre az ősközösséget felváltó társadalmi rendszereket, elsősorban a redisztribúcióra épülő főnökségi rendszert és a korai királyságokat.

## Kapcsolódó szócikk
- Mindennapi élet a Kalahári sivatagban